# Municipio de Piedras Coloradas
El municipio de Piedras Coloradas es uno de los siete municipios del departamento de Paysandú, Uruguay. Tiene su sede en la localidad homónima.

## Ubicación
El municipio se encuentra localizado en la zona centro-sur del departamento de Paysandú, limitando al oeste con el municipio de Porvenir, al este con el municipio de Guichón y al sur con el departamento de Río Negro.

## Creación
El municipio fue creado el 21 de marzo de 2013, tras haber sido aprobado por la Junta Departamental de Paysandú el Decreto Departamental Nº 6809/2013. La iniciativa fue expuesta por la Intendencia de Paysandú, sobre la base de las leyes 18567 y su modificativa 18644 de Descentralización Política y Participación Ciudadana, que permite la creación de municipios como un régimen de gobiernos locales. A este municipio corresponden los distritos electorales KGA y KGB del departamento de Paysandú.

## Territorio
De acuerdo al Decreto Departamental Nº 6809/2013, los límites para este municipio corresponden a los límites determinados para la antigua Junta Local de Piedras Coloradas a través del Decreto Departamental Nº 4315/03.
Forman parte del municipio las siguientes localidades: 
- Orgoroso
- Piedras Coloradas (sede)
- Puntas de Arroyo Negro

## Autoridades
Alcaldes según período:
| Nº | Alcalde                       | Partido             | Inicio del mandato      | Fin del mandato         | Observaciones   | Concejales                                                                              |
| -- | ----------------------------- | ------------------- | ----------------------- | ----------------------- | --------------- | --------------------------------------------------------------------------------------- |
| 1  | Jorge Giosa                   | Partido Colorado PC | julio de 2015           | 26 de noviembre de 2020 | Alcalde elegido | Pedro Romero (PC) José Artigas Cabrera (PN) Silvana Berrueta (PN) Amalia M. Juárez (FA) |
| 2  | Jhonn Halex Cáceres Toscanini | Partido Nacional PN | 27 de noviembre de 2020 | 2025                    | Alcalde elegido | Sandro Silva (PN) Marisol Carratto (PN) Karina Berrueta (PN) Amalia Juárez (FA)         |